# Grošelj
Grošelj je priimek v Sloveniji, ki ga je po podatkih Statističnega urada Republike Slovenije na dan 1. januarja 2010 uporabljalo 816 oseb.

## Znan nosilci priimka
- Andrej Grošelj (1947–2011), kipar, likovni pedagog
- Andreja Grošelj (r. Kiauta) (*1945), filologinja?
- Avgust Grošelj (1905–1980), letalec, pilot
- Božo Grošelj (1920–2004), pevec baritonist, član Slovenskega okteta, urednik
- Brigita Grošelj (*1960), fotografinja
- Ciril Grošelj (*1948), zdravnik internist, doktor znanosti
- Dušan Grošelj (*1944), stomatolog
- Edvard Grošelj (1907–1977), strojnik
- Franc Grošelj (1693–1760-ok.), ladjar, trgovec
- France Grošelj, apiterapevt
- Izidor Grošelj, župnik župnije Šentvid pri Stični
- Janko Grošelj (1912–2013), športni delavec (težka atletika, dviganje uteži)
- Jon Grošelj, religiolog, etik
- Josip Grošelj (1854–1941), kipar in podobar
- Jože Grošelj (1943–2025), nevropsihiater, strok. za epilepsijo
- Jože Grošelj (1944–2013), pater, misiljonar - Zambija
- Klemen Grošelj (*1976), obramboslovec, prof. FDV, politik
- Leja Dolenc Grošelj (*1968), doktorica nevrologije in nevrofiziologije
- Leopold Grošelj (1941–2018), slovenski politik, hrastniški župan in poslanec DZ
- Marija Grošelj (Mara Grošelj) (1881–1961), pisateljica, pesnica (učiteljica)
- Marjan Grošelj (*1948), aforist
- Marjeta Grošelj (*1945), modna oblikovalka
- Marko Elsner Grošelj (*1959), pesnik, dramatik, esejist, urednik
- Maša Grošelj (*1993), igralka
- Matic Grošelj (*1996), kolesar
- Milan Grošelj (1902–1979), klasični filolog, univerzitetni profesor, akademik
- Nada Grošelj (*1975), jezikoslovka, filologinja, prevajalka (hči Milana Grošlja)
- Pavel Grošelj (1883–1940), biolog, naravoslovec, urednik, prešernoslovec
- Robert Grošelj (*1978), italijanist, prevodoslovec
- Rudolf Grošelj - "Fiči" (1880–1942), matematik, fizik, psiholog (gimnazijski profesor)
- Silvo Grošelj (1948–1970), alpinist, brat Vikija Grošlja
- Špela Grošelj (*1985), pevka zabavne glasbe, TV voditeljica
- Štefan Grošelj, ??
- Urh Grošelj (*1980), zdravnik pediater, univerzitetni profesor MF
- Uroš Grošelj, kemik
- Valentina Kobe (r. Grošelj) (1905–1998), medicinska anatomka, prof. MF
- Viki Grošelj (Viktor Grošelj) (*1952), vrhunski alpinist, gorski reševalec
- Žan Grošelj (*1993), alpski smučar
- Žiga Grošelj (*1993), kolesar